# Eduard Magnus (konstnär)
Eduard Magnus, född 7 januari 1799 i Berlin, död där 8 augusti 1872, var en tysk målare; bror till Heinrich Gustav Magnus.

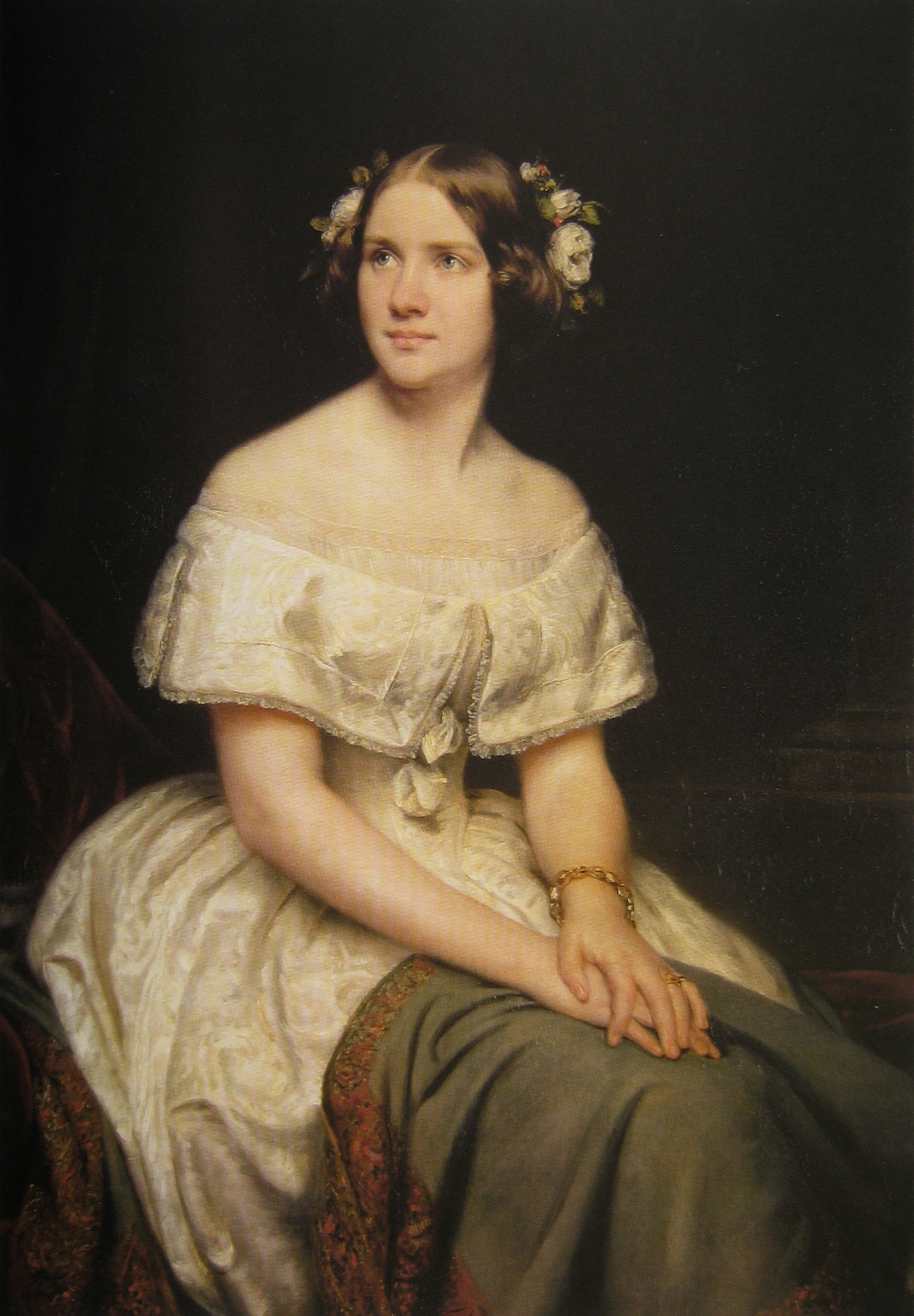
Eduard Magnus: Jenny Lind.

Magnus studerade för Jakob Schlesinger samt i Paris och Rom. Han blev 1844 professor vid Konstakademien i Berlin. Han målade genretavlor, men var verkligt framstående endast som porträttmålare. Han är representerad i Berlins nationalgalleri genom flera porträtt, bland dem den berömda bilden (knästycke) av Jenny Lind (1846, graverad av Hermann Sagert).